# Clathromangelia
Clathromangelia is een geslacht van weekdieren uit de klasse van de Gastropoda (slakken).

## Soorten
- Clathromangelia coffea Kuroda & Oyama, 1971
- Clathromangelia fuscoligata (Dall, 1871)
- Clathromangelia granum (Philippi, 1844)
- Clathromangelia loiselieri Oberling, 1970
- Clathromangelia quadrillum (Dujardin, 1837) †
- Clathromangelia rhyssa (Dall, 1919)
- Clathromangelia strigilata Pallary, 1904
- Clathromangelia variegata (Carpenter, 1864)